# Donnie Hamzik
Donnie Hamzik é um baterista norte-americano, actualmente integrante da banda de heavy metal Manowar. Hamzik, foi o primeiro baterista da banda, gravando o primeiro álbum da banda Battle Hymns.[carece de fontes?] Foi depois substituído em 1983, por Scott Columbus. Donnie Hamzik  regressa aos Manowar em 2008, substituindo o mesmo Scott Columbus, que viria a falecer em 2011.

## Discografia
- Battle Hymns (1982)
- Thunder in the Sky  (2009)
- Battle Hymns MMXI (2011)
- The Lord of Steel (2012)
- The Lord of Steel Live (2012)
- Kings of Metal MMXIV (2014)